# Пенькозавод (Кочкуровский район)
Пенькозавод — поселок в составе Сабаевского сельского поселения в Кочкуровском районе республики Мордовия.

## География
Находится на расстоянии примерно 21 километр по прямой на восток от районного центра села Кочкурово.

## Население
Постоянное население составляло 66 человек (мордва-эрзя 68 %, русские 30 %) в 2002 году, 61 в 2010 году.